# رفراندوم‌های سوئیس (۲۰۲۰)
رفراندوم‌های سوئیس (انگلیسی: 2020 Swiss referendums)
در ۲۰۲۰ چند همه‌پرسی در سوئیس به ترتیب زیر برگزار شده یا برگزار می‌شود که عبارت است از، همه‌پرسی ۹ فوریه، همه‌پرسی در ۲۷ سپتامبر و ۲۹ نوامبر، همچنین در ۱۷ مه نیز برنامه‌ریزی شده بود که یک همه‌پرسی دیگری انجام گیرد که به دلیل دنیاگیری کووید-۱۹ در سوئیس لغو شد.

## همه‌پرسی فوریه
در نهم فوریه دو همه‌پرسی برگزار گردید تا بررسی شود که مسکن مقرون‌به‌صرفه با ارائه اسکان اجتماعی مورد تأیید قرار می‌گیرد و یک همه‌پرسی انتخابی مبنی بر اینکه آیا قانون پیشگیری از تبعیض براساس گرایش جنسی لغو شود یا خیر.

### نتایج
| سؤال                                             | برای      | برای | مخالف     | مخالف | غیرمعتبر/ رای سفید | کل آرا    | ثبت شده رای‌دهندگان | میزان مشارکت | کانتون برای | کانتون برای | کانتون علیه | کانتون علیه | نتیجه     |
| سؤال                                             | آرا       | %    | آرا       | %     | غیرمعتبر/ رای سفید | کل آرا    | ثبت شده رای‌دهندگان | میزان مشارکت | کامل        | نیمه        | کل          | نیمه        | نتیجه     |
| ------------------------------------------------ | --------- | ---- | --------- | ----- | ------------------ | --------- | ------------------ | ------------ | ----------- | ----------- | ----------- | ----------- | --------- |
| مسکن ارزان                                       | ۹۶۳٬۶۱۰   | ۴۲٫۹ | ۱٬۲۸۰٬۱۴۸ | ۵۷٫۱  | ۳۴٬۸۳۷             | ۲٬۲۷۸٬۹۰۸ | ۵٬۴۶۷٬۷۱۴          | ۴۱٫۶۸٪       | ۴           | ۱           | ۱۶          | ۵           | ردشده     |
| قانون حفظ تبعیض                                  | ۱٬۴۱۳٬۶۰۹ | ۶۳٫۱ | ۸۲۷٬۳۶۱   | ۳۶٫۹  | ۳۸٬۳۶۶             | ۲٬۲۷۹٬۷۶۱ | ۵٬۴۶۷٬۷۱۴          | ۴۱٫۶۹٪       |             |             |             |             | تایید شده |
| Source: Federal Chancellery, Federal Chancellery |           |      |           |       |                    |           |                    |              |             |             |             |             |           |

## همه‌پرسی سپتامبر
در هفدهم ماه مه قرار بود سه همه‌پرسی انجام گیرد که به دلیل دنیاگیری کووید-۱۹ در سوئیس موعد آن تا تاریخ ۲۷ سپتامبر به عقب انداخته شد که این برای اولین بار از ۱۹۵۱ است که همه‌پرسی به دلیل تب برفکی لغو شده بود.

## همه‌پرسی نوامبر
دو همه‌پرسی برای ۲۹ نوامبر برنامه‌ریزی شده است که هر دو برای «مسئولیت شرکت‌ها جهت محافظت از انسان و محیط زیست» و دیگری برای «جلوگیری از تأمین مالی تولیدکنندگان مواد جنگی» است.

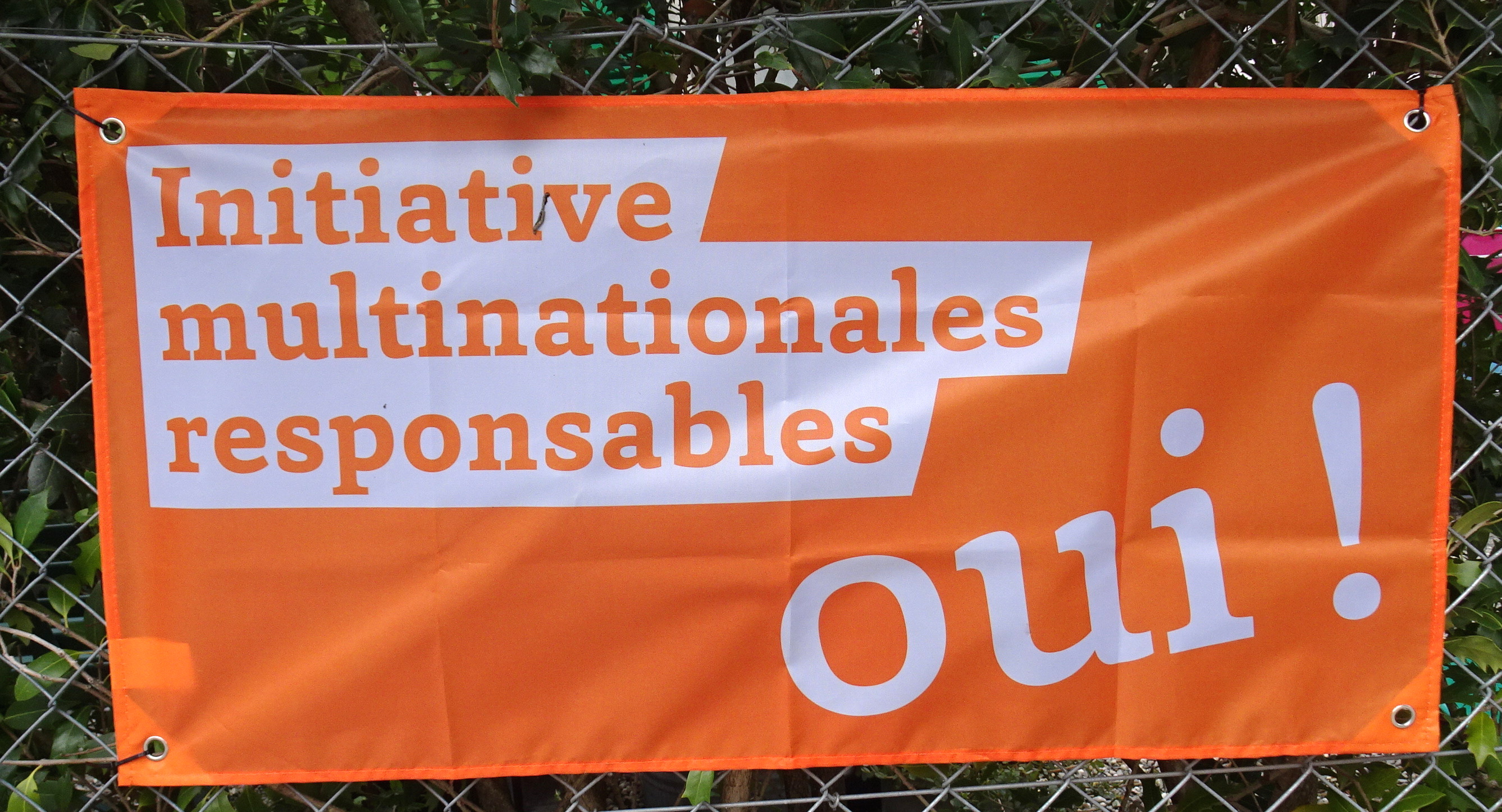
بنر (به زبان فرانسه) از ابتکار عمل مسئولانه پشتیبانی می‌کند.

نتایج ابتکار تجاری مسئول توسط کانتون.

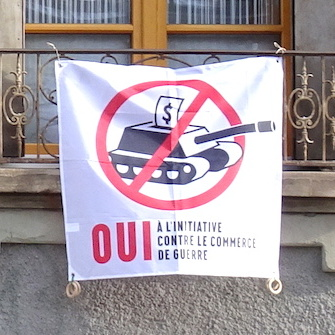
پرچم ابتکار عمل برای محدود کردن بودجه تولید سلاح.

### نتایج اولیه
| سوال                        | برای      | برای  | مخالف     | مخالف | غیرمعتبر/ سفید | کل آرا | ثبت شده رای‌دهندگان | میزان مشارکت | برای کانتون | برای کانتون | مخالف کانتون | مخالف کانتون | نتیجه  |
| سوال                        | آرا       | %     | آرا       | %     | غیرمعتبر/ سفید | کل آرا | ثبت شده رای‌دهندگان | میزان مشارکت | کل          | نیمه        | کل           | نیمه         | نتیجه  |
| --------------------------- | --------- | ----- | --------- | ----- | -------------- | ------ | ------------------ | ------------ | ----------- | ----------- | ------------ | ------------ | ------ |
| شرکتهای مسئول               | ۱٬۲۹۹٬۱۷۳ | ۵۰٫۷۳ | ۱٬۲۶۱٬۶۷۳ | ۴۹٫۲۷ |                |        |                    |              | ۸           | ۱           | ۱۲           | ۵            | رد شده |
| جریمه برای تولیدات سلاح     | ۱٬۰۸۱٬۷۳۱ | ۴۲٫۵۵ | ۱٬۴۶۰٬۷۵۵ | ۵۷٫۴۵ |                |        |                    | ۳            | ۱           | ۱۷          | ۵            | ردشد         |        |
| Source: Federal Chancellery |           |       |           |       |                |        |                    |              |             |             |              |              |        |